# Phaonia subapicalis
Phaonia subapicalis är en tvåvingeart som beskrevs av Wei 1991. Phaonia subapicalis ingår i släktet Phaonia och familjen husflugor. Inga underarter finns listade i Catalogue of Life.